# Qualificazioni al campionato mondiale femminile di pallavolo 2018 (CSV)
Le qualificazioni sudamericane al campionato mondiale femminile di pallavolo 2018 si sono svolte dal 13 al 15 ottobre 2017: al torneo hanno partecipato quattro squadre nazionali sudamericane e una si è qualificata al campionato mondiale 2018.

## Regolamento

### Formula
Le squadre hanno disputato un'unica fase con formula del girone all'italiana.

### Criteri di classifica
Se il risultato finale è stato di 3-0 o 3-1 sono stati assegnati 3 punti alla squadra vincente e 0 a quella sconfitta, se il risultato finale è stato di 3-2 sono stati assegnati 2 punti alla squadra vincente e 1 a quella sconfitta.
L'ordine del posizionamento in classifica è stato definito in base a:
- Numero di partite vinte;
- Punti;
- Ratio dei set vinti/persi;
- Ratio dei punti realizzati/subiti;
- Risultati degli scontri diretti.

## Squadre partecipanti
- Argentina
- Colombia
- Perù
- Uruguay

## Torneo

### Risultati
| 13 ottobre 2017 Coliseo Arequipa, Arequipa Durata: ? - Spettatori: ? | Argentina | 3 - 0 | Colombia  | 25-21, 25-19, 25-19        |
| 13 ottobre 2017 Coliseo Arequipa, Arequipa Durata: ? - Spettatori: ? | Perù      | 3 - 0 | Uruguay   | 25-14, 25-23, 25-15        |
| 14 ottobre 2017 Coliseo Arequipa, Arequipa Durata: ? - Spettatori: ? | Argentina | 3 - 0 | Uruguay   | 25-12, 25-14, 25-11        |
| 14 ottobre 2017 Coliseo Arequipa, Arequipa Durata: ? - Spettatori: ? | Perù      | 0 - 3 | Colombia  | 23-25, 21-25, 20-25        |
| 15 ottobre 2017 Coliseo Arequipa, Arequipa Durata: ? - Spettatori: ? | Colombia  | 3 - 0 | Uruguay   | 25-10, 25-10, 25-11        |
| 15 ottobre 2017 Coliseo Arequipa, Arequipa Durata: ? - Spettatori: ? | Perù      | 1 - 3 | Argentina | 22-25, 20-25, 25-18, 16-25 |

### Classifica
| Pos | Squadra   | Pt | G | V | P | SV | SP | Ratio | PF  | PS  | Ratio |
| --- | --------- | -- | - | - | - | -- | -- | ----- | --- | --- | ----- |
| 1   | Argentina | 9  | 3 | 3 | 0 | 9  | 1  | 9.000 | 243 | 180 | 1.350 |
| 2   | Colombia  | 6  | 3 | 2 | 1 | 6  | 3  | 2.000 | 209 | 170 | 1.229 |
| 3   | Perù      | 3  | 3 | 1 | 2 | 4  | 6  | 0.666 | 222 | 220 | 1.009 |
| 4   | Uruguay   | 0  | 3 | 0 | 3 | 0  | 9  | 0.000 | 120 | 225 | 0.533 |

## Classifica finale
| Pos | Squadra   | Qualificazione           |
| --- | --------- | ------------------------ |
|     | Argentina | Campionato mondiale 2018 |
|     | Colombia  |                          |
|     | Perù      |                          |
| 4   | Uruguay   |                          |